# Lacinipolia marinitincta
Lacinipolia marinitincta är en fjärilsart som beskrevs av Harvey 1875. Lacinipolia marinitincta ingår i släktet Lacinipolia och familjen nattflyn. Inga underarter finns listade i Catalogue of Life.